# Bobfergusonite
La bobfergusonite est un minéral de formule Na2Mn5FeAl(PO4)6. Sa couleur varie du vert-brun au rouge-brun. Il a été découvert en 1986 au Manitoba, au Canada, et porte le nom de Robert Bury Ferguson (né en 1920). La bobfergusonite est très rare et ne se trouve que dans trois gisements, un au Canada, un autre en Argentine et le dernier en Pologne. Son symbole IMA est Bfg.

## Description
La bofergusonite se présente sous forme de monocristaux anédriques équants jusqu'à 1 cm en taille ou sous forme d'agrégats nodulaires de quelques cristaux,. Le minéral varie en couleur du vert-brun au rouge-brun. De minces fragments de bobfergusonite sont transparents. La bobfergusonite a été trouvée en association avec l'alluaudite, l'apatite, la beusite, la fillowite et la triplite. 
Elle fait partie des minéraux primaires présents dans la zone intermédiaire des pegmatites granitiques enrichies en manganèse et en fluor. 

## Structure
La bobfergusonite possède une structure cristalline en couches topologiquement identique à celle de l'alluaudite et de la wyllieite mais avec des différences dans l'ordre des cations métalliques. Les deux types de couches alternent selon Y. Une couche est constituée de chaînes d'octaèdres de cations métalliques réticulés par des tétraèdres de phosphate. Au sein des chaînes, les cations métalliques sont ordonnés M3+–M2+ de la même manière que la wyllieite. Cependant, la structure de ce minéral se distingue par la présence d'Al et de Fe3+ ordonné entre les chaînes. 
La couche suivante est similaire à celle de la wyllieite et est formée de chaînes parallèles à X. L'une de ces chaînes est composée de polyèdres de sodium et de manganèse en alternance partageant une face, tandis que l'autre chaîne est constituée de polyèdres de sodium qui partagent les bords. Ces chaînes ne sont pas interconnectées, mais elles relient les autres couches entre elles. 

## L'histoire
Alan J. Anderson a découvert de gros cristaux bruns en 1986 dans une pegmatite granitique du lac Cross au Manitoba. L'étude par microsonde électronique et par diffraction des rayons X a permis de le classer comme un nouveau minéral apparenté aux groupes wyllieite et alluaudite. 
Le minéral a été nommé en l'honneur du professeur Robert Bury Ferguson pour célébrer son 65e anniversaire et sa retraite de l'Université du Manitoba,. Le minéral et le nom bobfergusonite ont été approuvés par la Commission IMA sur les nouveaux minéraux et les noms de minéraux. 

## Distribution
La bobfergusonite se trouve dans la pegmatite de Nancy en Argentine, dans la concession de Gottcha au Manitoba, Canada et dans la mine du mont Szklana près de Szklary, en Basse-Silésie en Pologne. Les échantillons type sont conservés à l'Université du Manitoba et au Musée royal de l'Ontario à Toronto.

## Lectures complémentaires
- Tait, Hawthorne et Černý, « Bobfergusonite from the Nancy Pegmatite, San Luis Range, Argentina: Crystal-Structure Refinement and Chemical Composition », Canadian Mineralogist, Mineralogical Association of Canada, vol. 42, no 3,‎ 2004, p. 705–716 (DOI 10.2113/gscanmin.42.3.705, lire en ligne)